# 布拉格的科斯马斯

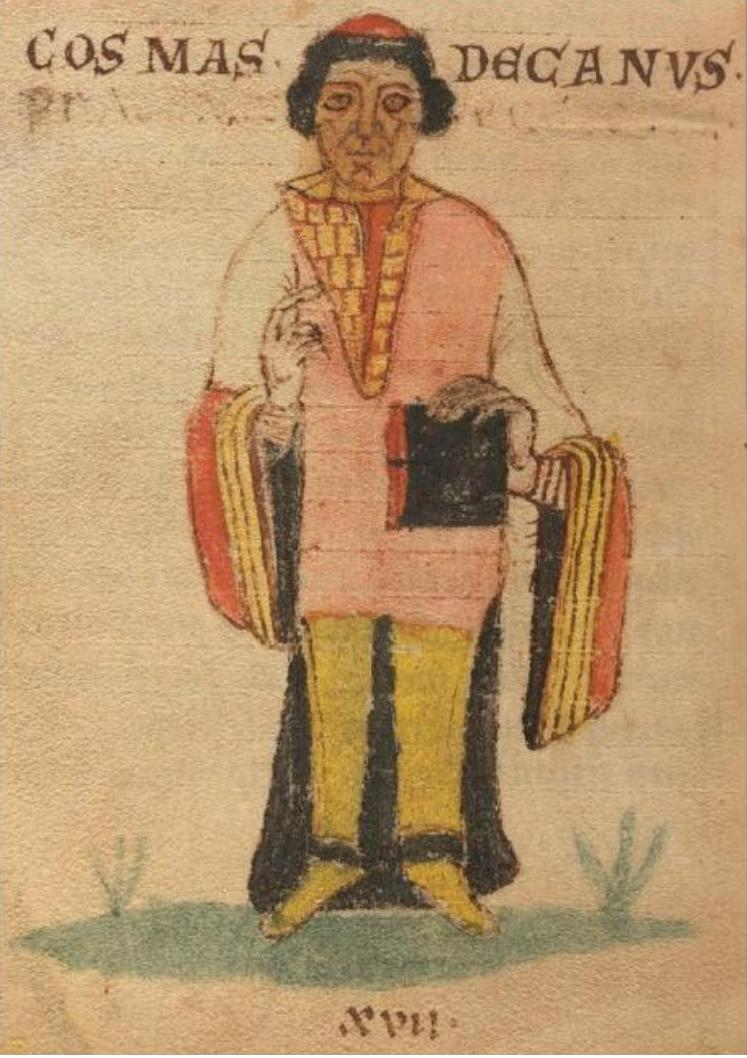
布拉格的科斯马斯

布拉格的科斯马斯（捷克語： 拉丁語：）波西米亚神父、作家及历史学家，在比利时列日求学，成为神父后游历欧洲各国，知名著作有写于1119年至1125年的《波西米亚人编年史》。